# تيرينس إدواردز
تيرينس إدواردز (بالإنجليزية: Terrence Edwards)‏ هو لاعب كرة قدم كندية أمريكي، ولد في 20 أبريل 1979 في تينيل في الولايات المتحدة.